# Roulado Football Club
El Roulado Football Club és un club haitià de futbol de la ciutat de La Gonâve. Ascendí a primera divisió el 2014.

## Palmarès
- Campionat Nacional: [2]
  - 2002 Ob, 2003 Cl